# Andrea Solari

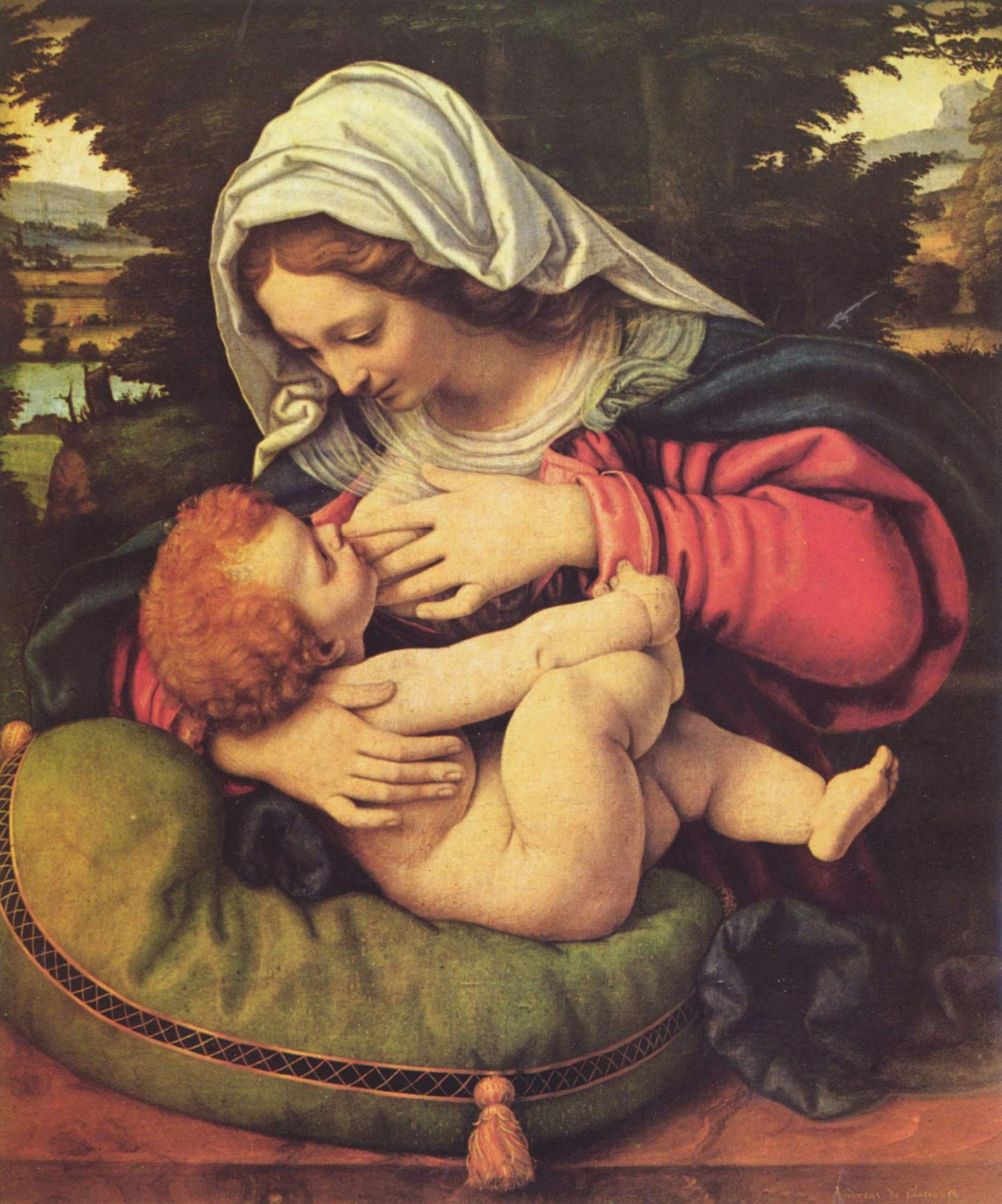
La Virgen del cojín verde, una Madonna lactans, hacia 1507.

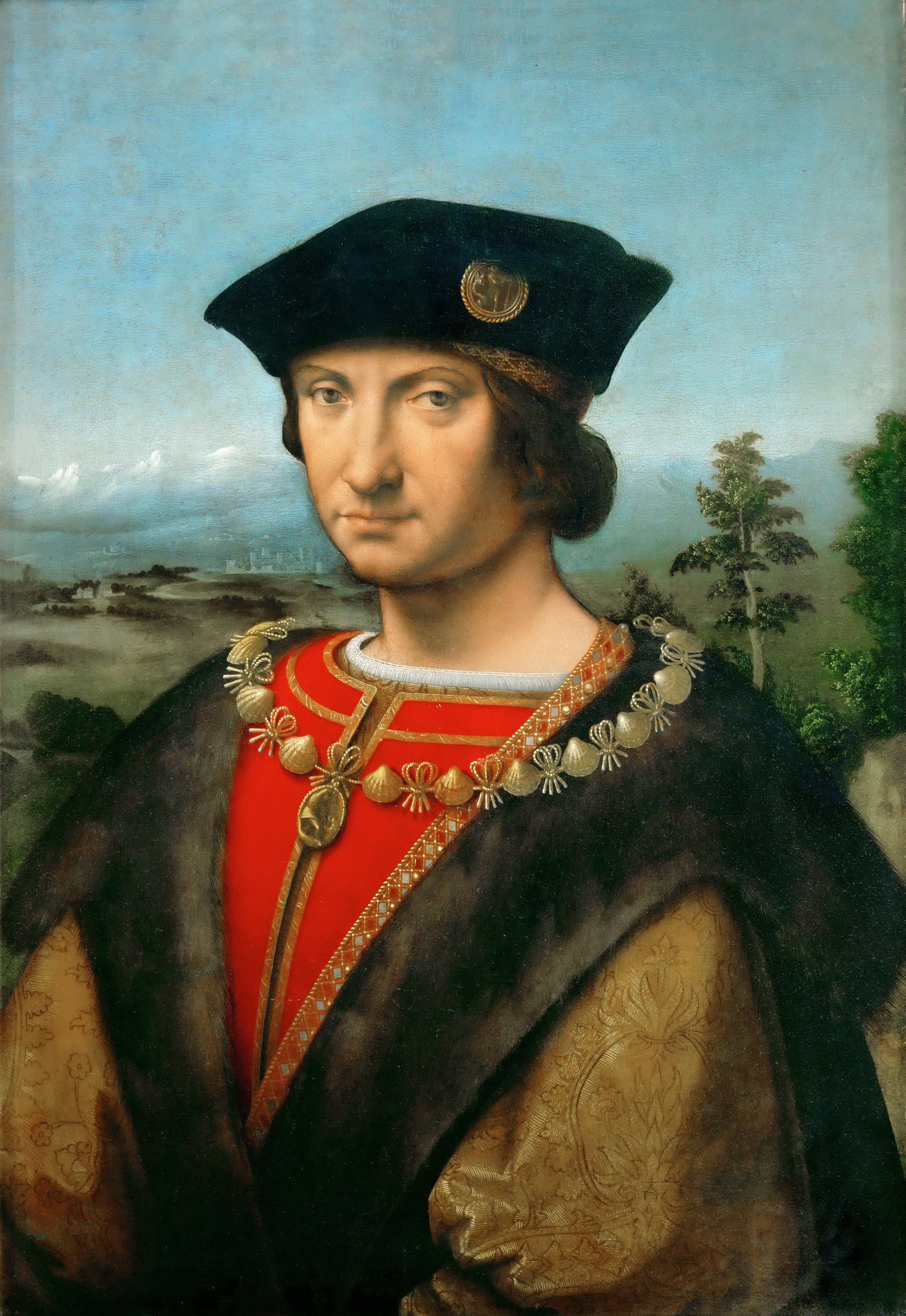
Retrato de Charles d'Amboise, antes de 1507.

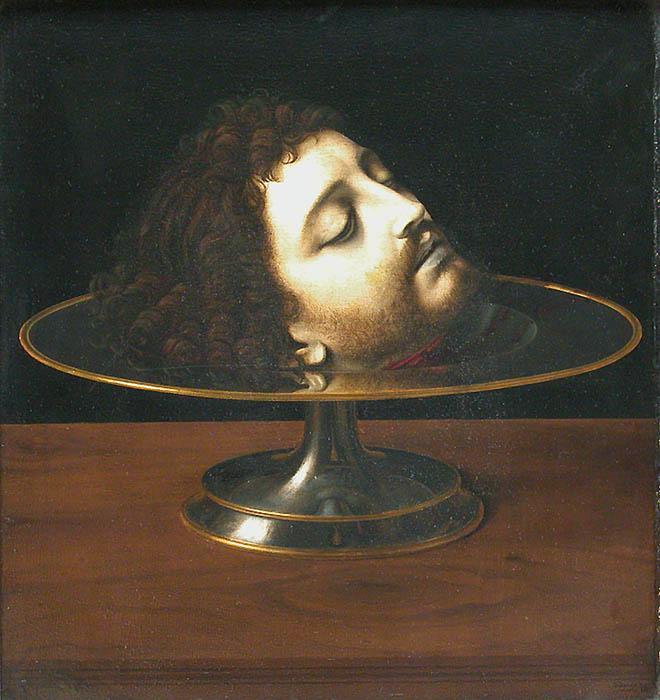
La cabeza del Bautista, hacia 1507.

Andrea Solari, Andrea Solario o Andrea di Bartolo (Milán, 1460 - 1524) fue un pintor italiano del Alto Renacimiento.
Nació en el seno de la familia Solari, familia de arquitectos y artistas. Tras aprender el oficio de pintor con su hermano Cristoforo Solari, ingresó en el taller de Leonardo da Vinci, de quien se considera uno de sus principales discípulos. El último trabajo de Andrea fue un retablo que representa La Asunción de la Virgen para la Cartuja de Pavia, que quedó inacabado a su muerte y completado por Bernardino Campi alrededor de 1576.
Establecido en su propio taller, entre sus alumnos estuvo Andrea Sabbatini.

## Obras
- Retrato de hombre joven, hacia 1490, óleo sobre tabla, 31x28 cm, Madrid, Museo Thyssen-Bornemisza
- La Virgen con el Niño, hacia 1495, óleo sobre tabla, 30,5x27 cm, Milán, Museo Poldi Pezzoli
- Retrato de hombre con clavel rojo, hacia 1495, óleo sobre tabla, 50x39 cm, National Gallery de Londres
- Cristo con la cruz y un devoto, hacia 1495-1500, óleo sobre tabla, 34x26 cm, Brescia, Pinacoteca Tosio Martinengo
- Retrato de hombre, hacia 1500, óleo sobre tabla, 42x32 cm, Milán, Pinacoteca di Brera
- Cristo coronado de espinas, hacia 1500-1505, óleo sobre tabla, 39x31 cm, Bérgamo, Accademia Carrara
- Retrato de Giovanni Cristoforo Longoni, 1505, óleo sobre tabla, 79x60,5 cm, National Gallery de Londres
- Ecce Homo, hacia 1505-1506, óleo sobre tabla, 43x33 cm, Milán, Museo Poldi Pezzoli
- Lamentación ante Cristo muerto, hacia 1505-1507, óleo sobre tabla, 168x152 cm, Washington D. C., National Gallery of Art
- Ecce Homo, hacia 1505-1507, óleo sobre tabla, 57x44 cm, Oxford, Ashmolean Museum
- Retrato de Charles d'Ambroise, hacia 1507, óleo sobre lienzo, 75x52 cm, París, Louvre
- Cabeza cortada de san Juan Bautista, 1507, óleo sobre tabla, 46x43 cm, París, Louvre
- La Virgen del cojín verde, hacia 1507, óleo sobre tabla, 59x48 cm, París, Louvre
- Cristo flagelado y coronado de espinas, hacia 1509, óleo sobre tabla, 63x45 cm, Filadelfia, Philadelphia Museum of Art
- La Virgen con el Niño, hacia 1509, óleo sobre tabla, 27,2x27,9 cm, Milán, Museo Poldi Pezzoli
- La tañedora de laúd, hacia 1510, óleo sobre tabla, 65x52 cm, Roma, Palazzo Barberini, Galleria Nazionale d'Arte Antica
- San Jerónimo en el desierto, hacia 1510-1515, óleo sobre tabla, 69x543 cm, County Durham, Bowes Museum
- San Juan Bautista; San Antonio Abad, 1512, óleo sobre tabla, 16x13 cm cada obra, Milán, Museo Poldi Pezzoli
- Descanso en la huida a Egipto, 1515, óleo sobre tabla, 76x55 cm, Milán, Museo Poldi Pezzoli
- Salomé recibe la cabeza del Bautista, hacia 1520-1524, óleo sobre tabla, 58,5x57,5 cm, Viena, Kunsthistorisches Museum
- Cristo bendiciendo, hacia 1524, óleo sobre tabla, 203x130 cm, Nueva York, Metropolitan Museum
- La Asunción de la Viergen, 1524, óleo sobre tabla, 374x217 cm, Cartuja de Pavia